# الدوري البحريني الممتاز 1959–60
الدوري البحريني الممتاز 1959-1960 هي النسخة الرابعة من الدوري البحريني الممتاز.

## نظرة عامة
توج المحرق باللقب.